# Liste der Biografien/Soy
Liste der Biografien |
Portal Biografien |
Personensuche
# |
A |
B |
C |
D |
E |
F |
G |
H |
I |
J |
K |
L |
M |
N |
O |
P |
Q |
R |
S |
T |
U |
V |
W |
X |
Y |
Z |
?
 
Sa |
Sb |
Sc |
Sd |
Se |
Sf |
Sg |
Sh |
Si |
Sj |
Sk |
Sl |
Sm |
Sn |
So |
Sp |
Sq |
Sr |
Ss |
St |
Su |
Sv |
Sw |
Sy |
Sz
 
Soa |
Sob |
Soc |
Sod |
Soe |
Sof |
Sog |
Soh |
Soi |
Soj |
Sok |
Sol |
Som |
Son |
Soo |
Sop |
Sor |
Sos |
Sot |
Sou |
Sov |
Sow |
Sox |
Soy |
Soz
Die Liste der Biografien führt alle Personen auf, die in der deutschsprachigen Wikipedia einen Artikel haben. Dieses ist eine Teilliste mit 67 Einträgen von Personen, deren Namen mit den Buchstaben „Soy“ beginnt.

## Soy

### Soya
- Soya, Carl Erik Martin (1896–1983), dänischer Schriftsteller
- Soya, Toshikazu (* 1989), japanischer Fußballspieler
- Soya, Willi (1935–1990), deutscher Fußballspieler
- Soyah, Melanie (* 1977), deutsche Fußballspielerin
- Soyak, Aykut (* 1995), deutscher Fußballspieler
- Soyak, Tuncay (* 1959), türkischer Fußballspieler und -trainer
- Soyalp, Furkan (* 1995), türkischer Fußballspieler
- Soyarslan, Çiğdem (* 1983), türkische Opernsängerin (Sopran)
- Soyatik, Fatih (* 1994), türkischer Fußballspieler
- Soyaux, Hermann (1852–1928), deutscher Botaniker und Forschungsreisender

### Soyb
- Soybaş, Yusuf (* 1943), türkischer Generalleutnant

### Soyd
- Soydan, Didem (* 1984), türkische Schauspielerin und Model
- Soydan, Sascha Laura (* 1972), deutsch-türkische Schauspielerin
- Soydan, Selim (* 1941), türkischer Fußballspieler
- Soydemir, Ahmet Zeki (1883–1954), osmanischer und türkischer Militär
- Soyder, Selen (* 1986), türkische Schauspielerin

### Soye
- Soyeda, Juichi (1864–1929), japanischer Volkswirtschaftler und Bankier
- Soyener, Johannes K. (1945–2018), deutscher Schriftsteller
- Soyer, Alexis (1810–1858), Koch französischer Abstammung
- Soyer, David (1923–2010), US-amerikanischer Cellist und Musikpädagoge
- Soyer, Ferdi Sabit (* 1952), türkisch-zyprischer Politiker
- Soyer, Ferdinand von (1810–1868), deutscher Politiker
- Soyer, Isaac (1902–1981), US-amerikanischer Maler
- Soyer, Julie (* 1985), französische Fußballspielerin
- Soyer, Moses (1899–1974), US-amerikanischer Maler des Sozialen Realismus, bekannt für seine Porträts von Tänzern und alltäglichen Szenen
- Soyer, Raphael (1899–1987), US-amerikanischer Maler, Zeichner und Lithograph
- Soyer, Richard (* 1955), österreichischer Jurist, Rechtsanwalt, Hochschullehrer, Herausgeber und Sachbuchautor
- Soyer, Tunç (* 1959), türkischer Politiker (CHP)
- Soyer-Willemet, Hubert Félix (1791–1867), französischer Bibliothekar und Botaniker
- Soyez, Hermann (* 1949), deutscher Fußballspieler

### Soyf
- Soyfer, Jura (1912–1939), österreichischer Schriftsteller

### Soyh
- Soyhan, Zuhal (* 1965), türkisch-deutsche Journalistin

### Soyi
- Soyinka, Wole (* 1934), nigerianischer Schriftsteller und LiteraturnobelpreisträgerWole Soyinka (* 1934)

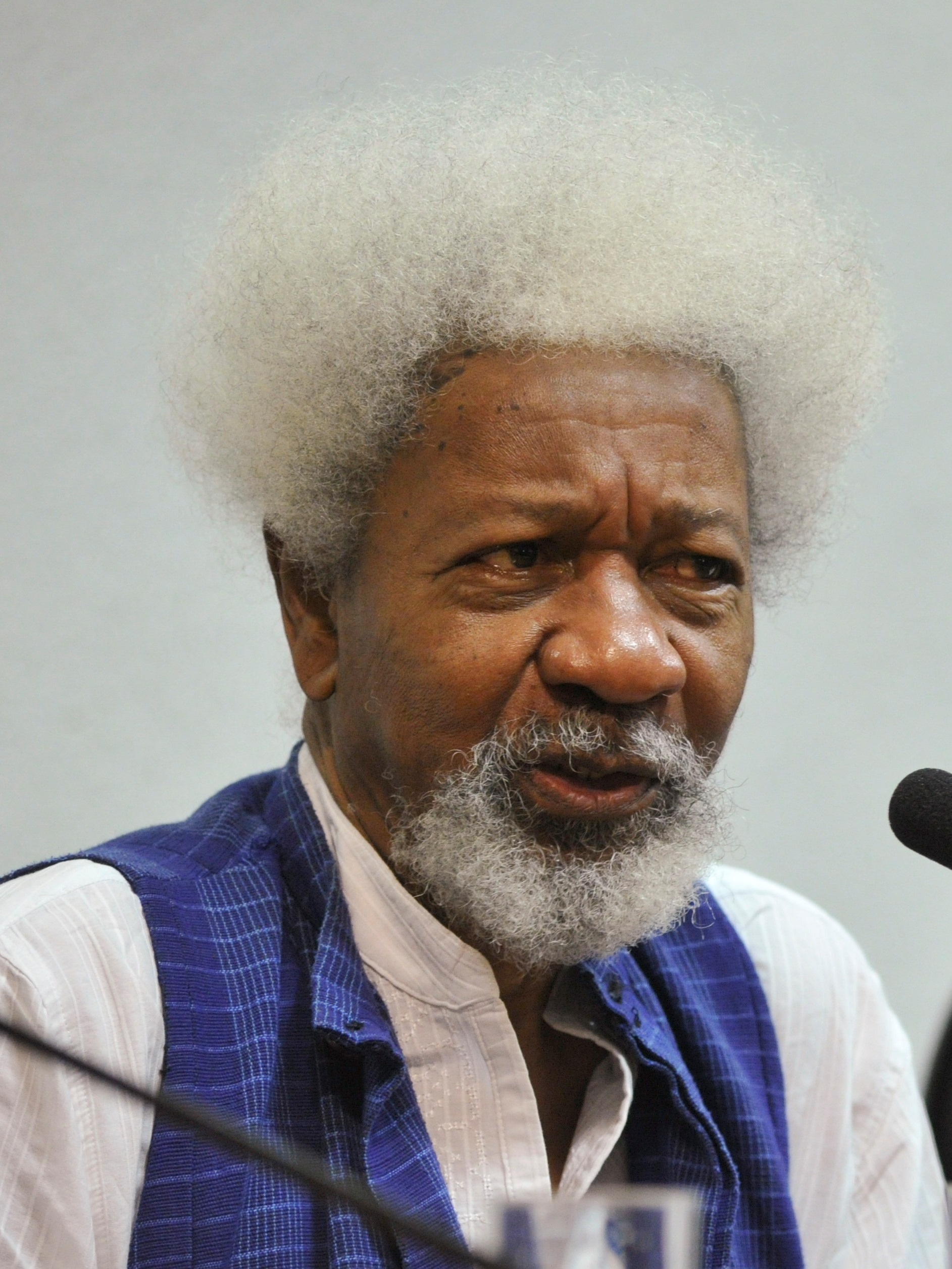
Wole Soyinka (* 1934)

### Soyk
- Soyka, Amelie (* 1971), deutsche Lektorin und Autorin
- Soyka, Florian (* 1983), deutscher Musicaldarsteller
- Soyka, Isidor (1850–1889), böhmischer Mediziner
- Soyka, Otto (1881–1955), österreichischer Journalist und Schriftsteller
- Soyka, Reinhold (* 1952), deutscher Mittelstreckenläufer
- Soyka, Ulf-Diether (* 1954), österreichischer Komponist
- Soyka, Uli (* 1964), österreichischer Jazzmusiker, Komponist, Schlagzeuglehrer und Musiklabelbetreiber
- Soyka, Walther (1926–2006), österreichischer Publizist und Atomkraftgegner
- Soyka, Walther (1965–2025), österreichischer MusikerWalther Soyka (1965–2025)

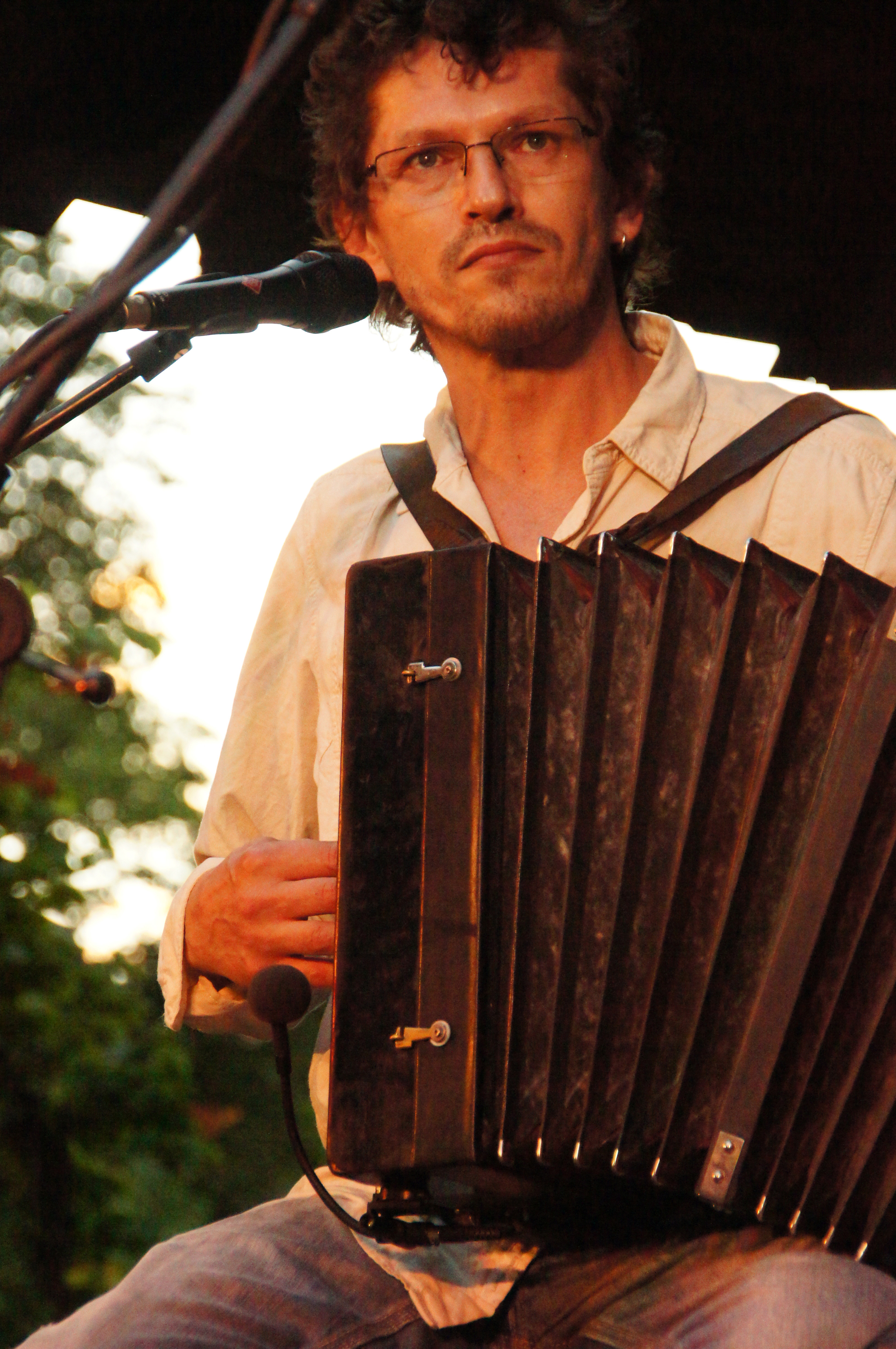
Walther Soyka (1965–2025)

- Soykan, Ebru († 2009), türkische ermordete Bürgerrechtlerin
- Soykan, Nurhan (* 1970), türkisch-deutsche Juristin und Generalsekretärin des Zentralrats der Muslime in Deutschland (ZMD)
- Soykan, Ömer Naci (1945–2017), türkischer Philosoph und Autor

### Soyl
- Söylemez, Kadir (* 1981), türkischer Fußballspieler
- Söylemezgiller, Kağan (* 1988), deutsch-türkischer Fußballspieler
- Söyler, Hakan (* 1983), türkischer Fußballspieler
- Soylu, İpek (* 1996), türkische Tennisspielerin
- Soylu, Özer Enes (* 2000), türkischer Fußballtorhüter
- Soylu, Süleyman (* 1969), türkischer Politiker (AKP), Minister für Innere Angelegenheiten
- Soylu, Suphi (* 1949), türkischer Fußballspieler
- Soylu-Can, Özge (* 1995), türkische Leichtathletin

### Soyo
- Soyoung, Lee (* 1973), südkoreanische Krebsforscherin

### Soys
- Soysal, Mümtaz (1929–2019), türkischer Rechtswissenschaftler, Kolumnist und Politiker
- Soysal, Rauf Engin (* 1960), türkischer Diplomat
- Soysal, Saygın (* 1982), türkischer Schauspieler
- Soysal, Sevgi (1936–1976), türkische Schriftstellerin
- Soysal, Yasemin, türkische Soziologin und Hochschullehrerin
- Soysaldı, Gizem (* 1984), türkische Schauspielerin

### Soyt
- Soyter, Gustav (1883–1965), deutscher Byzantinist und Neogräzist
- Soytürk, Rabia (* 1999), türkische Schauspielerin

### Soyu
- Soyudoğru, Rahman (* 1989), deutscher Fußballspieler
- Soyuer, Zeynel (1939–2024), türkischer Fußballspieler
- Söyüncü, Çağlar (* 1996), türkischer FußballspielerÇağlar Söyüncü (* 1996)

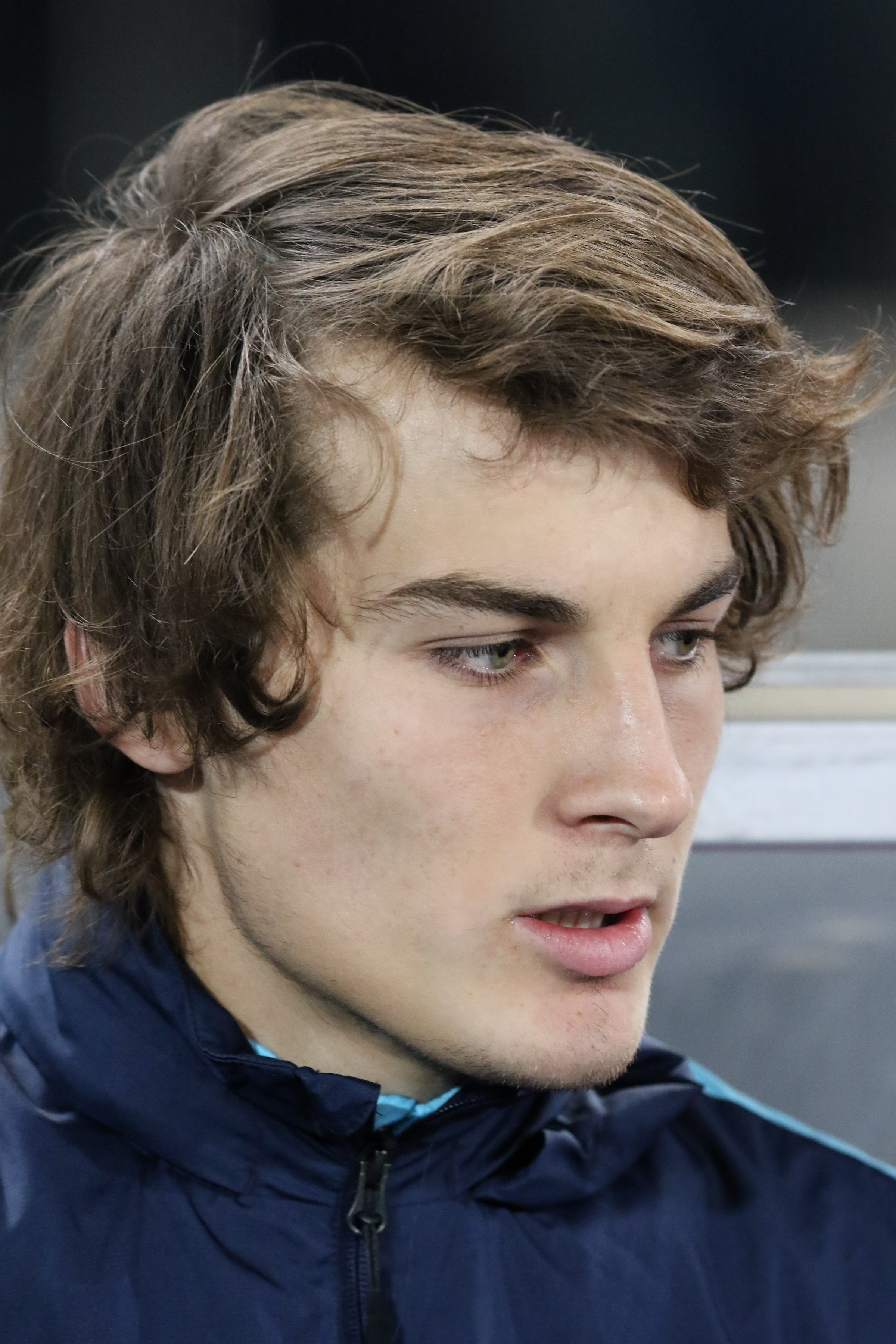
Çağlar Söyüncü (* 1996)

### Soyz
- Soyza, David (* 1994), österreichischer Jazzmusiker (Vibraphon, Komposition)
- Soyza, Michael (* 1989), malaysischer Pokerspieler